# Alex. Friedmann

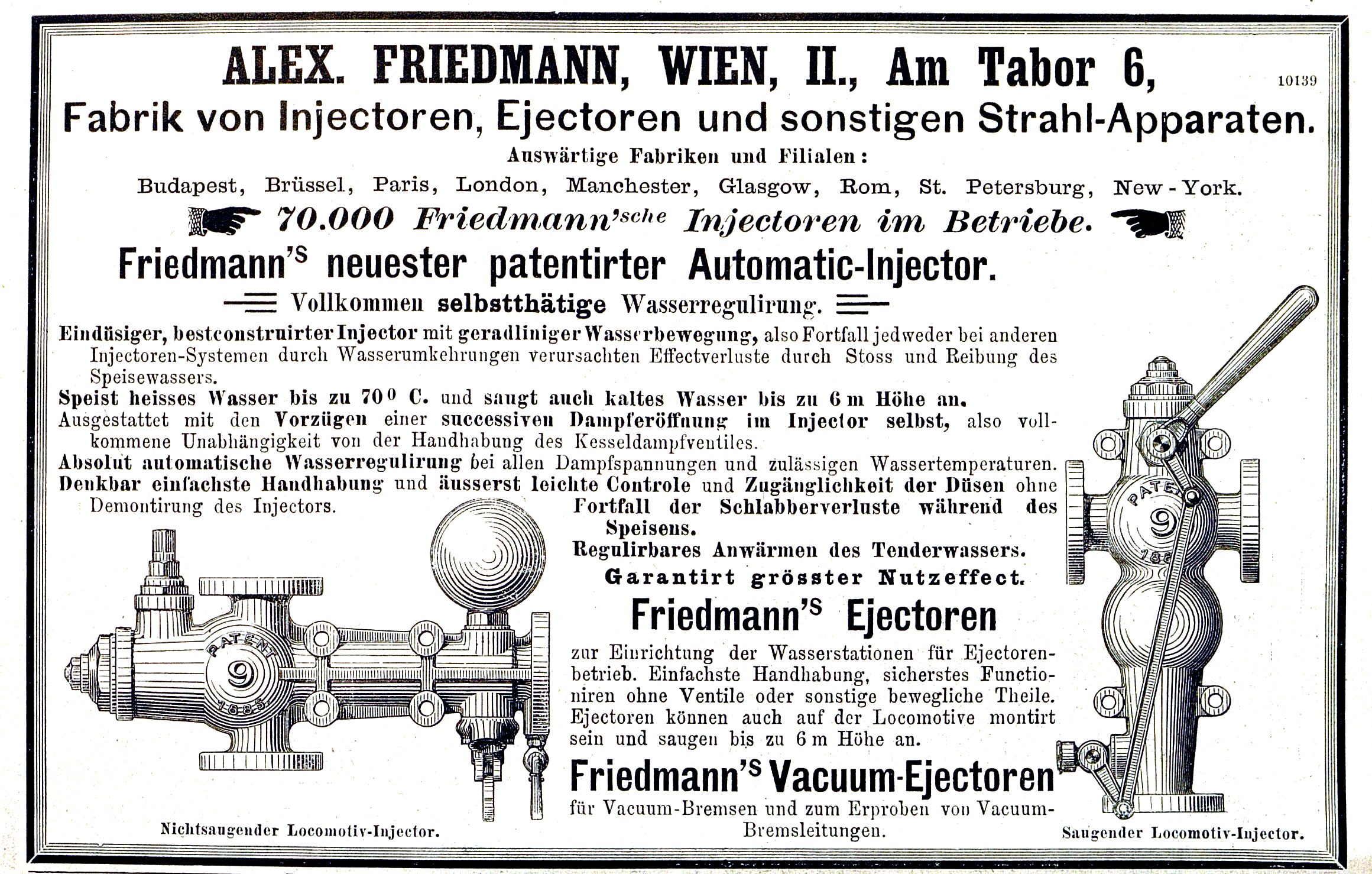
Werbeanzeige des Unternehmens (1885)

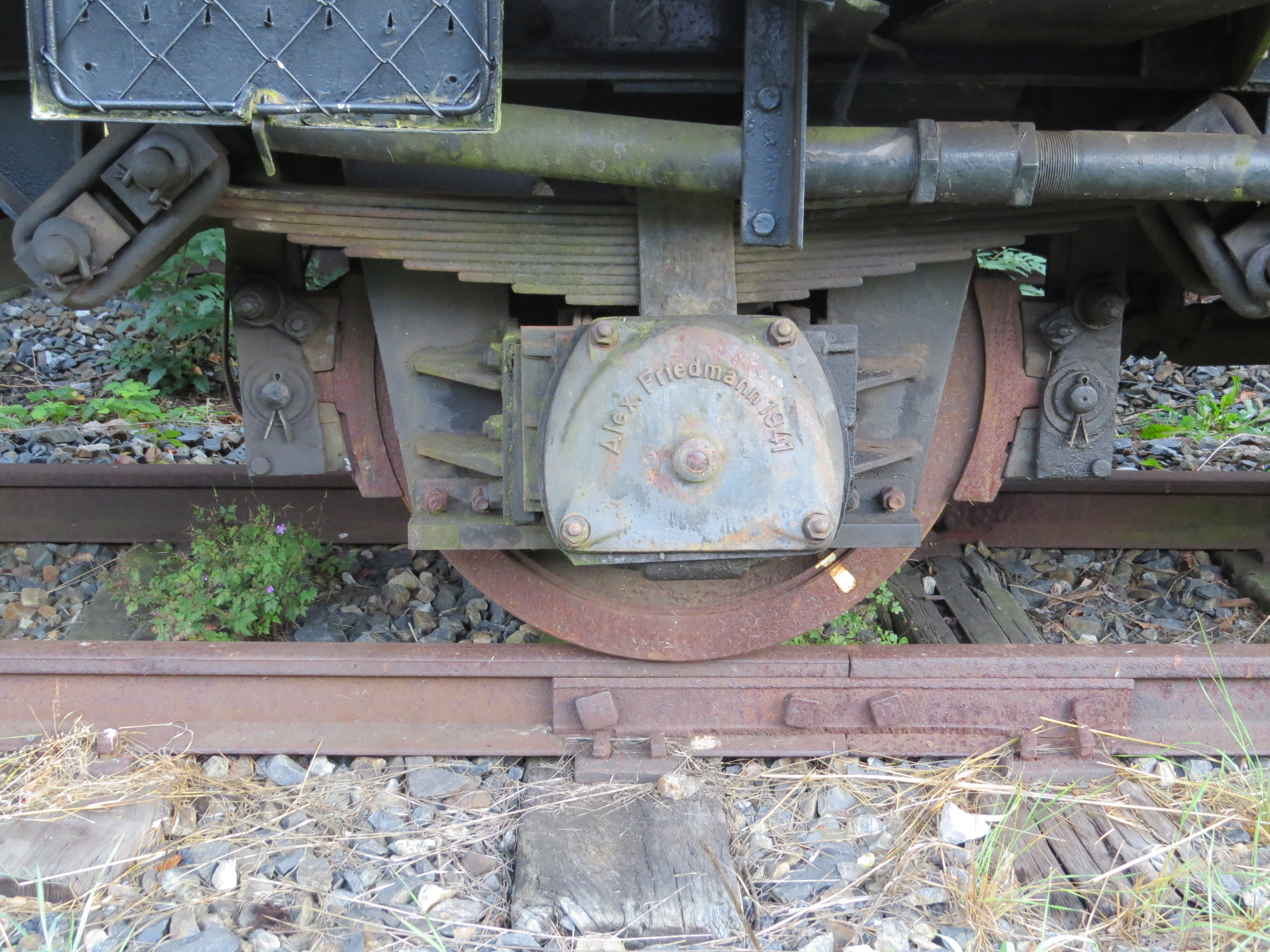
Achslager in Bosnischer Spurweite (1941)

Die Maschinenfabrik Alex. Friedmann war eine bedeutende österreichische Armaturenfabrik und Eisengießerei mit Sitz in Wien. Sie stellte vor allem Bestandteile von Schienenfahrzeugen und Automobilen her.

## Geschichte
Das Unternehmen wurde 1871 von Alexander Friedmann in Wien-Leopoldstadt gegründet und am 5. Juli 1871 als Einzelfirma ins Handelsregister eingetragen. Der ursprüngliche Firmensitz befand sich in der Nordbahnstraße, später siedelte man an die Adresse Am Tabor 6 um. Bereits 1868 hatte Friedmann den Injektor (Dampfstrahlpumpe) von Henri Giffard entscheidend verbessert und machte sich schließlich mit einem eigenen Unternehmen selbstständig, in welchem anfangs auch Ernst Körting als Vertriebsingenieur arbeitete. Dieser sollte die Dampfstrahlpumpe von Friedmann in England und Italien einführen. Auf der Wiener Weltausstellung 1873 präsentierte das Unternehmen eine 10.000 Kubikfuß pro Minute leistende Lenzpumpe. 1882 starb der Firmengründer und sein Sohn Louis Phillip Friedmann übernahm das Unternehmen. Die Firma erlangte internationale Bedeutung und besaß Mitte der 1880er Jahre Vertriebsniederlassungen im Vereinigten Königreich, den USA, Frankreich und dem Russischen Reich.
1925 besaß die Firma zwei Fabriken in Wien (Am Tabor 6 und Handelskai 134) und ca. 500 Mitarbeiter. Neben den Fabriken in Wien gab es auch bis nach dem Zweiten Weltkrieg einen Standort in Budapest. Nach dem Krieg stand die Firma unter öffentlicher Verwaltung, der Verwalter Max Dengler war allerdings ein Mitglied der Inhaberfamilie.
Die Alex. Friedmann KG blieb trotz der vielen Umbrüche lange Marktführer in ihrem Bereich. In den 1980er Jahren stellte Friedmann als einer der ersten Hersteller Klimaanlagen für Schienenfahrzeuge ohne FCKW-haltige Kühlmittel her. Ebenso produzierte das Unternehmen die europaweit erste mikroprozessorgesteuerte Klimaanlage.
Die Alex. Friedmann GmbH wurde 1997 von Liebherr übernommen und firmiert seitdem als Liebherr Transportation Systems mit Standort in Korneuburg. Die ehemaligen Fabrikanlagen in Wien wurden mittlerweile abgerissen und neu bebaut.

## Produkte

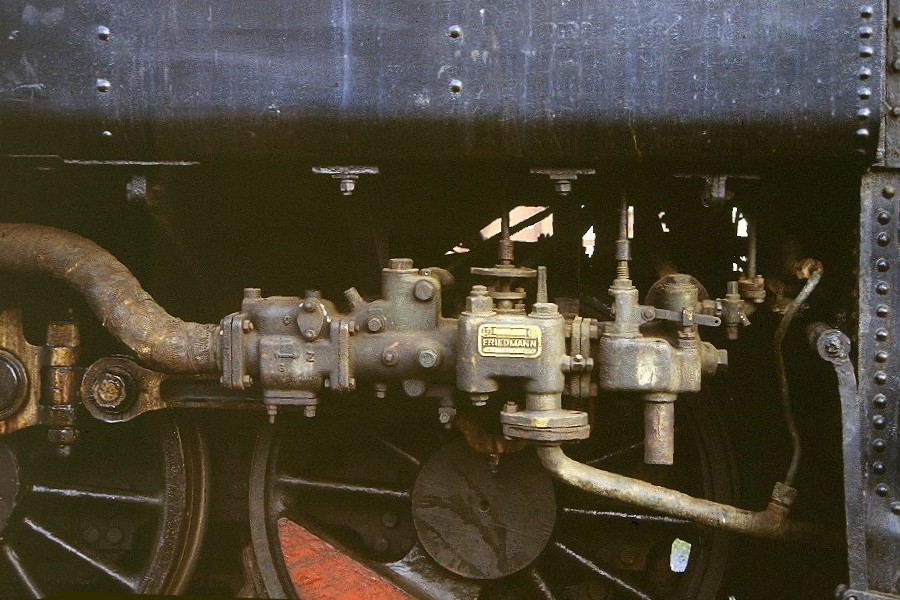
Friedmann´scher Abdampfinjektor

Das Unternehmen stellte u. a. folgende Produkte her:
- Dampfstrahlpumpen für Lokomotiven und Dampfschiffe
- Speisepumpen
- Injektore
- Schmierpumpen und Lubrikatore für Schienen- und Straßenfahrzeuge sowie stationäre Maschinen
- Ventile
- Dampfventile für Lokomotiven
- Achslager für Schienenfahrzeuge (mit Druckumlaufschmierung)
- Dampfheizungen für Schienenfahrzeuge und die dazugehörigen Kupplungen
- Heizungen und Klimaanlagen für Schienenfahrzeuge

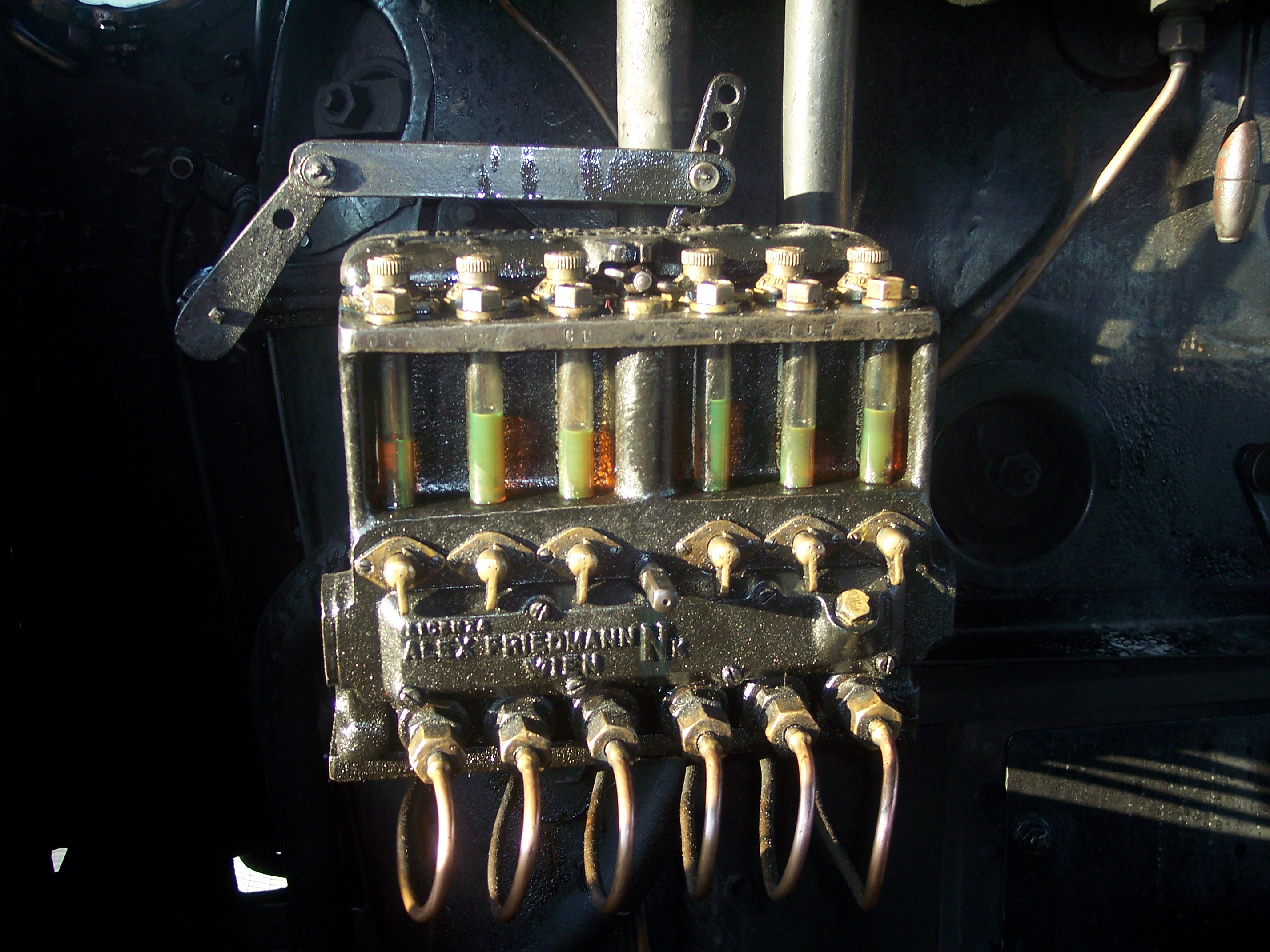
Zentralschmierpumpe in Friedmann-Lizenz
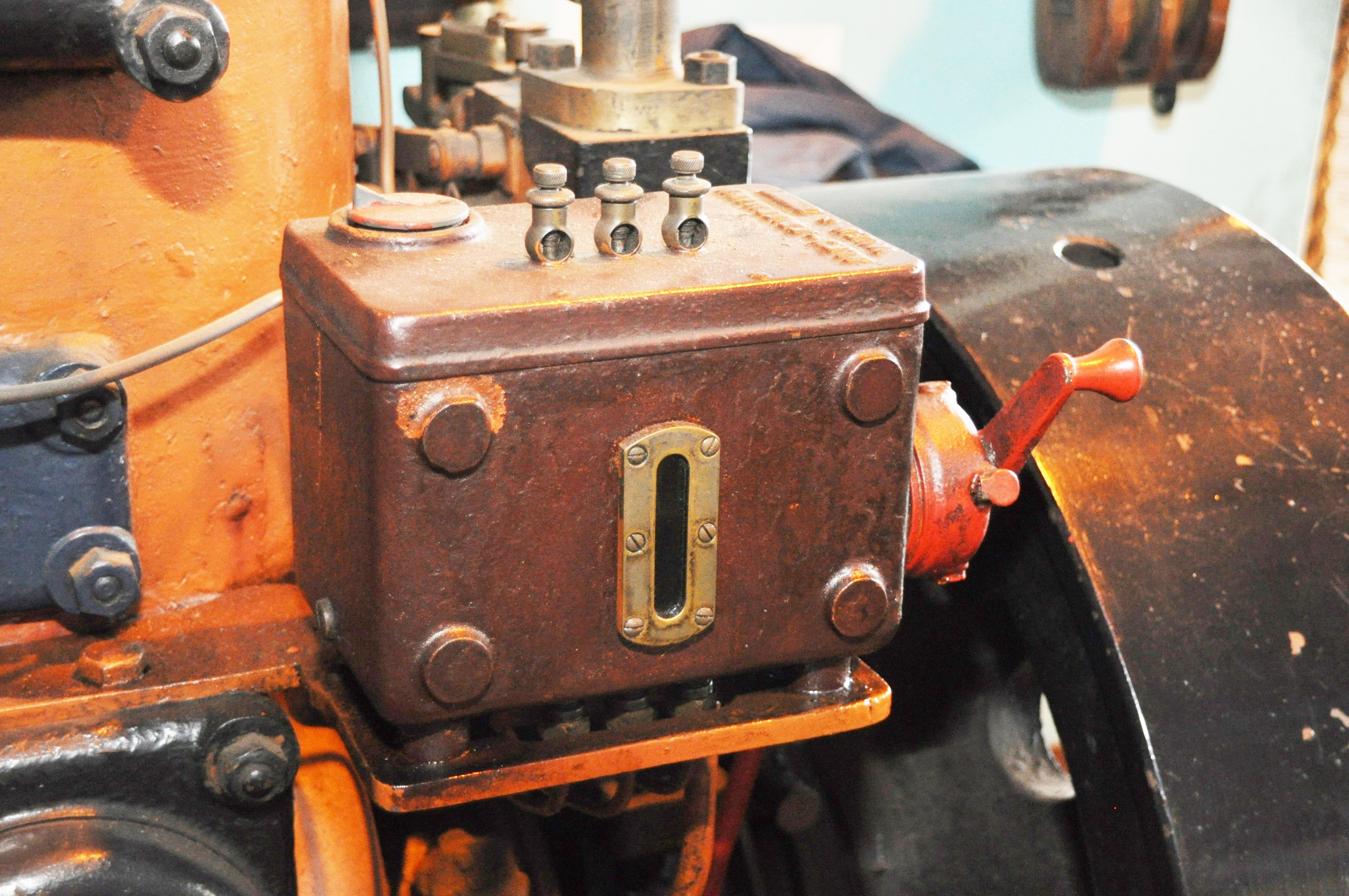
Mechanische Schmierpumpe Typ D
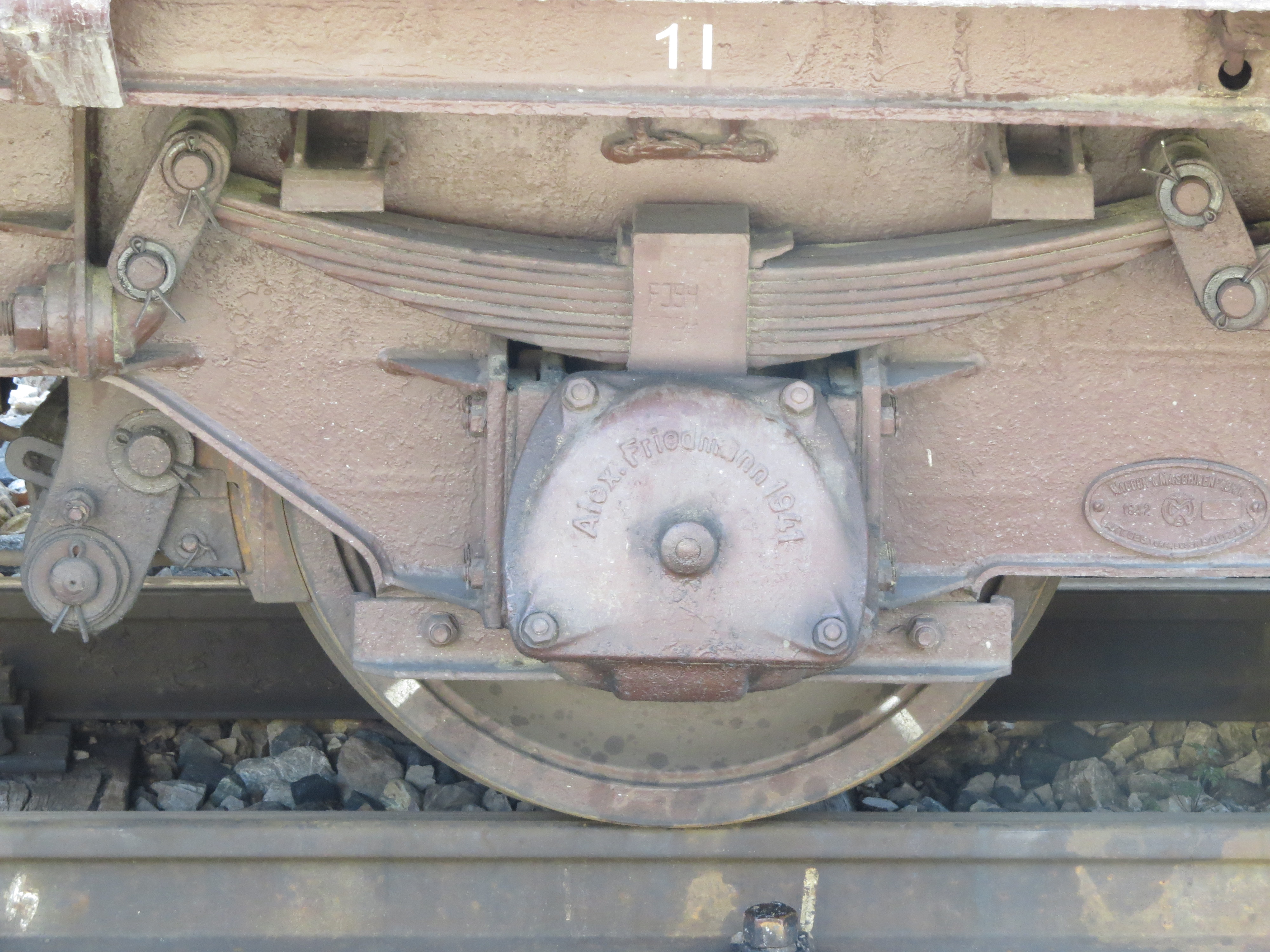
Achslager (1941)